# Fiat CR.25
Фиат ЧР.25 (итал. Fiat CR.25) — итальянский многоцелевой самолёт времен Второй мировой войны использовавшийся, прежде всего, в качестве дальнего разведчика и эскортного истребителя.

## История
Разработка нового многоцелевого самолёта по заданию министерства авиации Италии была начата в середине 30-х годов. По требованию военных самолёт должен был иметь функции лёгкого бомбардировщика, дальнего разведчика и эскортного истребителя. В итоге конкурс выиграла компания Fiat Avizione. Группой конструкторов под руководством Челестино Розателли был создан двухмоторный цельнометаллический самолёт обшитый дюралевыми листами. На него устанавливались радиальные двигатели модели FIAT A.74 RC.38. Во-многом опорой на новый проект стала прежняя модель Розателли бомбардировщик BR.20. Стрелковое вооружение самолёта составляло четыре 7,7-мм пулемёта Breda-SAFAT и два калибром 12,7-мм. Бомбовый отсек позволял нести по некоторым данным до 700 кг авиационных бомб.
Первый самолёт (MM.332) поднялся в воздух 22 июля 1937 года. По результатам испытаний самолёт показал себя достаточно положительно и поэтому был принят на вооружение. Первоначально был выдан заказ на постройку 40 таких машин, но позже его сократили до полутора десятков. Один из недостатков стал его большой взлётный вес для такого типа самолётов. Серийные машины получили обозначение CR.25bis.
С началом Второй мировой войны итальянцы возложили большие надежды на многоцелевые самолёты, однако, практика боев в Греции и Северной Африке показала их малую эффективность. CR.25 не удался ни как бомбардировщик, ни тем более как эскортный истребитель для сопровождения бомбардировщиков. Британские «Харрикейны», отличавшиеся высокой маневренностью, без особого труда справлялись с «ФИАТами». Поэтому CR.25 перевели в морские разведчики на базу под Палермо. Оттуда самолёты совершали разведывательные полёты к берегам Египта и Гибралтара. С 1942 года их начали постепенно заменять на Caproni Ca.311. Оставшиеся несколько машин продолжали патрулировать Средиземноморье, однако дефицит запчастей стал сказываться на их дальнейшей эксплуатации. Последний раз CR.25 использовались для сопровождения бомбардировщиков BR.20 при атаках на союзников высадившихся на Сицилии в июле 1943 года.
Самолёты CR.25 применялись как связные итальянской военной миссией в Берлине и осуществляли сообщение между аэропортами Гатов (Берлин) и Чампино (Рим).
По меньшей мере известно об одном из CR.25, (по некоторой версии самый первый прототип самолёта), который в 1941 году был направлен на территорию СССР, где использовался в качестве транспортного, перевозя итальянским войскам грузы и высокопоставленных чинов итальянской армии. После разгрома войск стран «Оси» под Сталинградом самолёт был возвращён в Италию, где эксплуатировался ещё несколько лет.

## Модификации
- CR.25 — первый прототип
- CR.25bis — серийные самолёты
- CR.25D — транспортная версия
- CR.25quater — бронированная версия, построена в единственном прототипе.

## Тактико-технические характеристики

Схема CR.25

Технические характеристики
- Экипаж: 3
- Длина: 13,56 м
- Размах крыла: 16,00 м
- Высота: 3,30 м
- Площадь крыла: 39,20 м²
- Масса пустого: 4 375 кг
- Нормальная взлётная масса: 6 525 кг
- Силовая установка: 2 × 14-цилиндровый воздушного охлаждения FIAT A.74 RC38
- Мощность двигателей: 2 × 860 л. с.
- Воздушный винт: трёхлопастные, металлические, изменяемого шага, Fiat Hamilton

Лётные характеристики
- Максимальная скорость: 460 км/ч
- Крейсерская скорость: 368 км/ч
- Практическая дальность: 2 100 км
- Практический потолок: 8 000 м

Вооружение
- Стрелково-пушечное: 3 × 12,7-мм пулемёта Breda-SAFAT (2 в носу и 1 у стрелка))
- Бомбы: 500 кг

## Эксплуатанты
Италия
- Regia Aeronautica: 173-я эскадрилья.